# ハナゴンドウ
ハナゴンドウ（花巨頭、Grampus griseus）はマイルカ科ハナゴンドウ属に属する海棲哺乳類である。マツバゴンドウ（松葉巨頭）とも呼ばれる。ハナゴンドウ属はハナゴンドウ1種で構成される。

## 形態と生態
成長すると体長3mから4m弱、体重300から600kgになる。大きな背びれが特徴であり、若いシャチや雌のシャチに見間違えられることがある。体表の色は様々であり、若い個体は濃い灰色であるが、成長するにつれてほぼ白くなっていく。他の個体やイカなどと衝突することによる引っかき傷によって白くなっていく。和名のハナゴンドウやマツバゴンドウ、マツバイルカはこの傷を白い花や松葉に見立てたものといわれる。腹部は白である。
口吻は短く頭部の形状は角張っており、幾分マッコウクジラに似ている。頭部メロン正面には縦方向の溝が1本ある。胸びれは長く、先が尖っている。10頭から50頭程度の群を成すが、他の種類のクジラやイルカと一緒に行動することも多い。人間の乗るボートに対しては特に興味を示さない。
主食はイカなどである。イカに特化した食性からかマッコウクジラとの共通点が多い。日本では前述のようにマツバイルカの異名をもつものの、主にクジラとされるが、英語圏ではイルカ（dolphin）とされる場合が多い。
群れで生活するため、集団座礁がよく起こり、600頭以上の座礁記録がある。

## 生息域と生息数
太平洋、インド洋、大西洋の世界中の温帯や熱帯の海に生息する。地中海と紅海には生息するが、黒海にはいない。沿岸よりはやや外洋を好み、大陸棚よりも深い、水深400mから 1,000m程度の海域を好む。水温は最低でも10℃で、15℃以上を好む。
生息数は、アメリカの沿岸で6万頭、東太平洋で17万5千頭、西太平洋で8万5千頭であるが、全生息数は不明である。

## 人間との関係

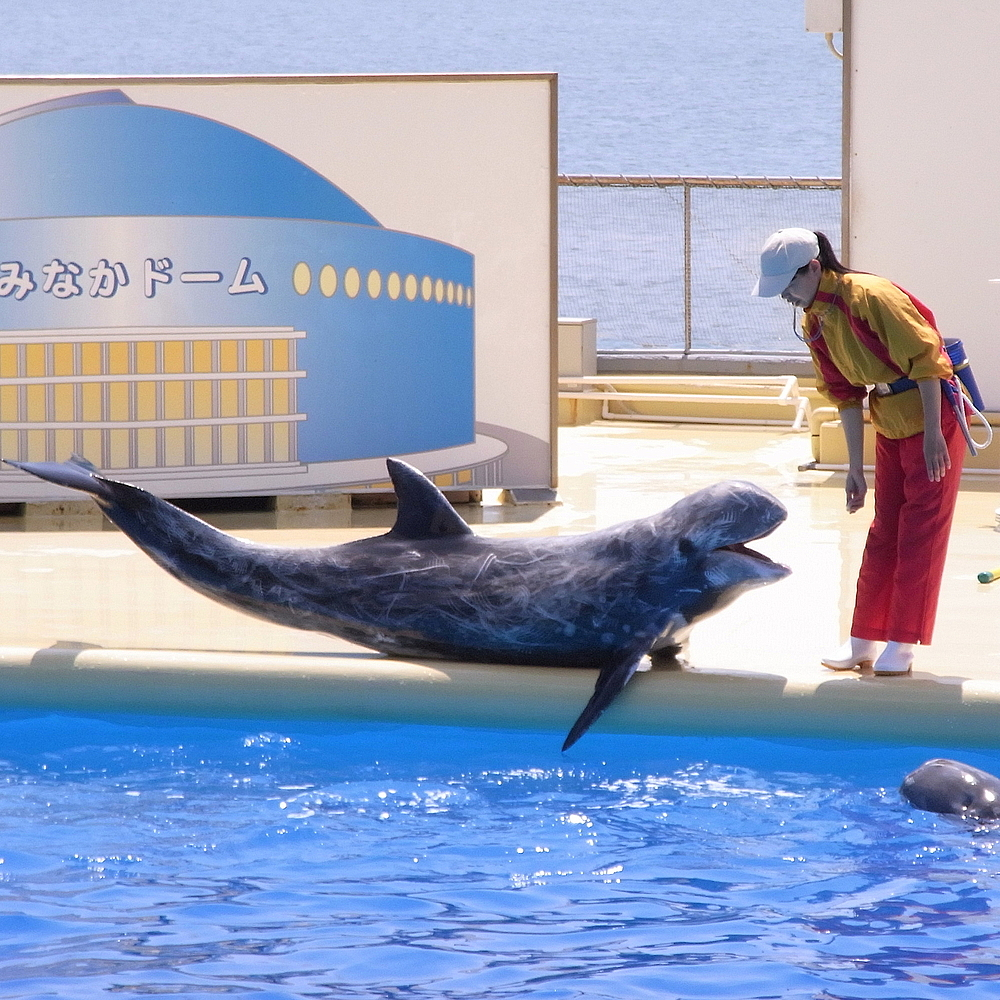
マリンワールド海の中道で飼育されているハナゴンドウ

日本においては、江の島水族館においては1961年4月14日に飼育を開始した雌の個体「ヨン」（搬入の順番が4番目だったため命名）が2003年10月6日まで生存し、42年の世界最長の飼育記録を作った。また、鴨川シーワールドは座礁していたハナゴンドウをしばしば保護している。和歌山県太地町では、イルカ漁によってハナゴンドウが屠殺されている。